# 2600 The Hacker Quarterly
2600 The Hacker Quarterly è una rivista trimestrale, la prima interamente dedicata al mondo degli Hacker, nata nel 1984 a New York e guidata da Eric Corley, in arte Emmanuel Goldstein (dal personaggio del romanzo 1984, di George Orwell). È considerata da molti la più famosa rivista di "hacker per hacker" al mondo. La rivista è seguita da almeno 60.000 lettori, e si è trasformata nel più importante mezzo di comunicazione dei "pirati digitali". "2600 The Hacker Quarterly" viene considerata dai creatori, dai fan e dai lettori, un punto fermo dell'etica hacker, che si propone come "scudo in difesa della vera democrazia".

## Storia editoriale
(Emmanuel Goldstein)
"2600", il numero che costituisce il nome della testata, è la frequenza espressa in hertz del tono che i centralini statunitensi emettevano per dare via libera alle chiamate interurbane: con questo sistema sperimentato per la prima volta da John Draper (in arte Captain Crunch), chiunque lo voleva, poteva rubare qualche ora di comunicazione gratuita. Tra i suoi collaboratori ci sono Kevin Mitnick, Bernie S. e Phiber Optik, tutti condannati da un tribunale per i loro reati informatici.
Nel 1987, Emmanuel Goldstein iniziò a organizzare incontri tra hacker ogni primo venerdì di ogni mese, al Citigroup Center di New York. Visto il successo della rivista e degli incontri, pensò di lanciare una trasmissione radiofonica, Off the Hook, che va ancora in onda sulla stazione WBAI di New York.
La storia della rivista ha alle spalle anni di tradizione, e software famosi per l'hacking hanno visto la luce proprio da queste pagine. Sono innumerevoli le vicende che hanno coinvolto questo periodico: molte volte la rivista si è occupata di processi che vedevano imputati gli hacker più ricercati dalle forze dell'ordine, pubblicazione dei codici di software considerati illegali e la raccolta di tutte le voci dell'underground hacker statunitense.